# Весела Тарасівка
Весела́ Тара́сівка — село в Україні, у Луганській міській громаді Луганського району Луганської області. Населення становить 1368 осіб (станом на 2001 рік).

## Географія
Село Весела Тарасівка лежить за 14,0 км на північний захід від міста Лутугине, фізична відстань до Києва — 633,2 км.

## Населення
Станом на 1989 рік у селі проживали 1574 особи, серед них — 727 чоловіків і 847 жінок.
За даними перепису населення 2001 року у селі проживали 1368 осіб. Рідною мовою назвали:
| Мова       | Кількість осіб | Відсоток |
| ---------- | -------------- | -------- |
| українська | 860            | 62,87%   |
| російська  | 484            | 35,38%   |
| угорська   | 2              | 0,15%    |
| білоруська | 1              | 0,07%    |
| інші       | 21             | 1,53%    |

## Пам'ятки
- Курган[d] (III тис. до н. е. — поч. I тис. до н. е.);
- Курган[d] (III—I тис. до н. е.);
- Курган[d] (III тис. до н. е. — поч. II тис. н. е.);
- Курган[d] (III тис. до н. е. — поч. II тис. н. е.);
- Курган[d] (III тис. до н. е. — поч. II тис. н. е.);
- Курганна група[d] (III тис. до н. е. — поч. II тис. н. е.);
- Братська могила радянських воїнів[d];
- Братська могила радянських воїнів[d] та пам'ятний знак на честь воїнів-односельців, які загинули у роки Другої світової війни;

## Відомі люди
- Александренко Сергій Миколайович (1979–2014) — старший солдат 1-ї окремої танкової бригади Збройних сил України, учасник російсько-української війни.
- Балог Василь Васильович (1980–2014) — капітан Збройних сил України.